# HTLV-I関連脊髄症

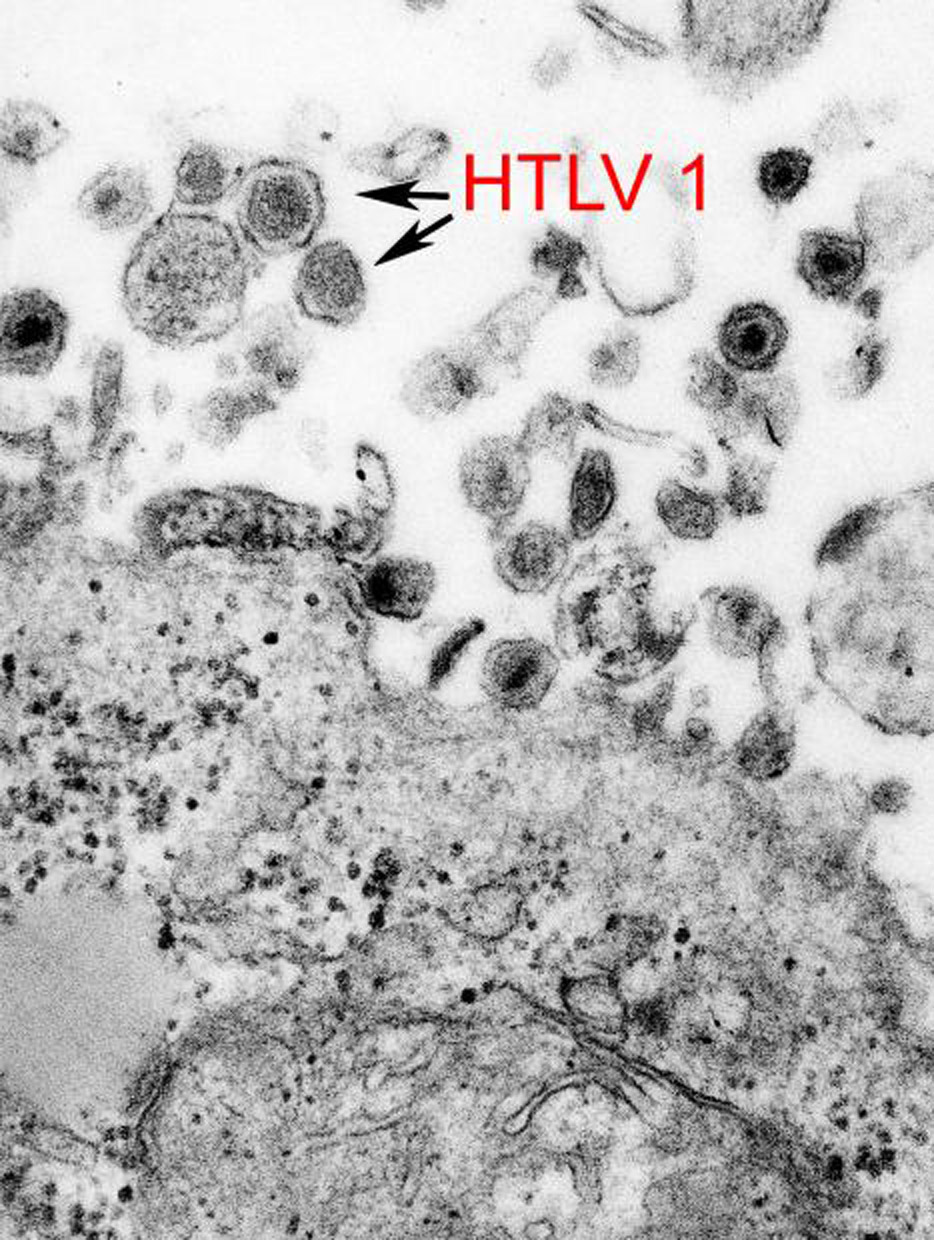
HTLV-1ウイルスの顕微鏡写真

HTLV-1関連脊髄症（HTLV-1かんれんせきずいしょう、英: HTLV-1 associated myelopathy。略称HAM）とは、鹿児島大学の納光弘（おさめみつひろ）らによって発見された、HTLV-1のキャリア（感染者）の一部におこる慢性の痙性脊髄麻痺のことである。
脊髄が慢性の炎症により損傷し、歩行障害や膀胱直腸障害などを発症する。HTLV-1キャリアのごく一部に発症するが発症機序は不明。2008年には日本の厚生労働省による難治性疾患克服研究事業の対象に指定された。
カリブ海諸国でみられる熱帯性痙性麻痺（Tropical spastic paraparesis。略称TSP）はその患者の約6割にHTLV-1陽性者が認められることから、HTLV-1陽性TSPも同じ疾患だとされ、HAM/TSPとも呼称されている。
HU/HAUおよびシェーグレン症候群、筋炎、細気管支炎などのHTLV-1との関連が示唆される炎症性疾患をHAM発症の前後に合併することがある。なお、ATLによる腫瘍細胞の直接浸潤は除外されるため、ATL患者がHAM様の症状を呈する場合は、ATLの脊髄浸潤でないかの鑑別が必要である。

## HTLV-1に関して

### HTLV-1の概要
HTLV-1はhuman T-cell leukemia virus type 1（ヒトT細胞白血病ウイルス1型）の略称である。かつてはヒトTリンパ球向性ウイルス1型human T-lymphotropic virus type 1と呼ばれていた。1980年にはじめてヒトのレトロウイルスとして報告され、ATL（成人T細胞白血病・リンパ腫、adult T-cell leukemia-lymohoma）の原因ウイルスであることが明らかになった。HTLVにはtype1からtype4まで報告されているがtype1以外の病原性はあきらかではない。type1のgenotypeはsubtype AからGの7つに大きく分かれ地域性を反映する。日本のHTLV-1はsubtype Aに含まれる。
HTLV-1は主にHTLV-1感染者のCD4陽性Tリンパ球より検出される。HTLV-1が感染するとプロウイルスとして持続感染する。すなわち細胞のゲノムにウイルス遺伝子が取り込まれ、細胞中に長期にわたり存在・維持される。HTLV-1感染者の末梢血液中にはHTLV-1感染リンパ球が存在するがB型肝炎ウイルスなどと異なり、血漿中にはほとんどウイルスを検出できない。このためHTLV-1感染者の診断はウイルスそのものの検出ではなく、HTLV-1に対する抗体の検出によって行われる。すなわち、抗HTLV-1抗体陽性であればHTLV-1に感染していることを意味する。一度HTLV-1に感染すると自然にウイルスが消失することはないと考えられており、終生感染が持続する。また、HTLV-1感染者の末梢血リンパ球からは遺伝子増幅法（PCR法）によりHTLV-1の遺伝子を検出することができる。この方法により、HTLV-1のプロウイルス量を測定することが可能である。HTLV-1は多くの場合は1個のT細胞に1コピー組み込まれるためプロウイルス量はHTLV-1感染細胞数を意味する。
HTLV-1の遺伝子は約9kbの2本のプラス鎖RNAである。ウイルスゲノムはコアタンパク質、エンベロープタンパク質、逆転写酵素などのほかの種々の機能性タンパク質をコードする。

### HTLV-1の疫学
世界的には日本、中南米、アフリカなどにHTLV-1感染者の多い地域があることがわかっている。日本の2014年から2015年の調査では80万人程度のHTLV-1感染者がいると推定されている。かつては九州、沖縄に感染者が多く、全体の40％がこの地域に分布していた。近年は大都市圏でHTLV-1感染者が増加傾向で地域分布が変化していると考えられている。
HTLV-1感染が原因となって発症するHTLV-1関連疾患にはATL（成人T細胞白血病・リンパ腫、adult T-cell leukemia-lymohoma）、HAM（HTLV-1関連脊髄症、HTLV-1-associated myelopathy）、HAU（HTLV-1関連ぶどう膜炎、HTLV-1-associated uveitis）などが知られている。HTLV-1感染者のうちHTLV-1関連疾患を発症するのはごく一部であり、ATLの発症率が約5％であり、HAMの発症率は0.3％である。大半の感染者はHTLV-1関連疾患を発症することなく生涯を終える。HTLV-1プロウイルス量が多いHTLV-1感染者はHTLV-1関連疾患の発症リスクが高いと考えられている。

### HTLV-1の感染
HTLV-1感染者の体液中にほとんどフリーのウイルス粒子が検出されず、伝播にはHTLV-1感染細胞が他者の体内に入ることが必要である。このためHTLV-1の感染力は極めて弱い。主な感染経路は母子感染と男女間の水平感染である。母子感染では母乳を介した伝播が主なものである。水平感染では性交渉で起こりやすい。かつては輸血による感染も認められたが1986年以降は血液製剤に対するHTLV-1スクリーニング検査が行われており、輸血による感染の危険性はほとんどない。まれな伝播経路として臓器移植があげられる。
キャリアの母親による母乳保育が継続された場合、児の約20%がキャリア化するとされる。一方、これを人工栄養へ切り替えることによって母子感染はほぼ防げる。性交による感染は通常、精液に含まれるリンパ球を通じての男性から女性への感染である。個体内でのHTLV-1増殖の場は主にリンパ節であると考えられている。リンパ節で増殖したATL細胞が血液中に流出すると、特徴的なATL細胞が末梢血で見られるようになる。

### HTLV-1感染の診断
一次検査
一次検査では血清抗HTLV-1抗体の有無を確認する。PA法、CLEIA法、CLIA法、ECLIA法が推奨されている。一次検査が陰性の場合、HTLV-1感染はないと考える。陽性であっても偽陽性がふくまれるため確認検査が必要となる。
確認検査
確認検査はWB法もしくはLIAで血清抗HTLV-1抗体の有無を確認する。確認検査で陽性ならばHTLV-1感染であり、陰性ならばHTLV-1感染ではないと評価する。確認検査の問題点として判定保留となる場合があることである。非流行地WB法の判定保留が20％にも及ぶ。LIA法はWB法より判定保留率が低くなる可能性がある。判定保留の場合はPCR法でHTLV-1プロウイルス検出を行うことでより正確で信頼性の高い診断が期待できる。

## 疫学
HAMはHTLV-1が原因として起こる両下肢の痙性麻痺を主徴とした慢性炎症性の脊髄疾患である。2008年に行われた全国調査では有病率が10万人あたり約3人、総患者数は約3000～3600と推定されている。毎年実数として30人前後の発症が確認されている。抗体陽性者が生涯にHAMに発症する可能性は日本では0.25％と報告されている。孤発例が多く、発症平均年齢は43.8歳であるが、10歳代などの若年発症も存在する。男女比は1：2～3と女性に多い。

## 病態と病理学
HAMの主な病態はHTLV-1感染細胞の増加と活性化に起因する脊髄の慢性炎症によって、脊髄組織の破壊と変性が引き起こされ、病態が形成されると考えられる。病理学的特徴として、肉眼的所見では慢性期には延髄下部から腰髄上部までびまん性の萎縮がみられ、脊髄の横断面では両側索の萎縮と変性が観察される。病理組織所見では慢性炎症過程が脊髄、特に胸髄中・下部優位に見られる。病変は左右対称性で、小血管周囲から脊髄実質にひろがる炎症細胞浸潤と周囲の脊髄実質、すなわち髄鞘や軸索の変性脱落がみられる。主として両側側索に強く認められ灰白質にも及んでいる。HTLV-1の感染は浸潤したT細胞のみ確認され、周辺の神経細胞やグリア細胞には確認されず、HTLV-1が直接的に神経細胞を傷害するのではなく、浸潤した感染T細胞を中心とした免疫応答が過剰になり、慢性炎症病巣を形成・維持することが病態の中心であることを示唆している。
炎症細胞浸潤は胸髄中・下部優位であるが脊髄全体に認められ症例によっては脳幹、小脳、大脳白質にも散在性に認められる。 

## 症状
HAMは下部胸髄の障害による両下肢の痙性対麻痺を主徴とする疾患である。運動障害は必発であるが、感覚障害や膀胱直腸障害、自律神経障害など併存することが多くその症状は多彩である。運動失調、眼球運動障害、軽度の認知症、パーキンソン症候群を示す例もある。
運動障害
HAMの中核となる症状は両下肢痙性対麻痺である。下肢筋力低下と痙性による歩行障害で、両下肢痙性不全麻痺を呈する。膝蓋腱反射、アキレス腱反射は亢進し、しばしば足クローヌスが誘発される。バビンスキー徴候もみられる。痙性とともに筋力低下を伴っていることが特徴的で、特に腸腰筋、大腿屈筋・外転筋群、足関節背屈筋の筋力低下が早期からみられ膝を屈曲し、腰をかがめ、内股で歩く特徴的な歩容となる。通常、上肢は筋力低下などの自覚症状を欠いているが、深部腱反射は亢進し、病的反射もみられることが多い。下顎反射は亢進も認められることがある。基本的に緩徐進行性に経過し、病初期には痙性のため階段降下に手すりを必要とし、筋力低下の進行とともに階段の上りも困難となる。歩行障害の進行により移動は車椅子が必要となり、腸腰筋・傍脊柱筋の筋力低下が進行すると座位保持に支えが必要となる。進行例では上肢の筋力低下も認められるが、日常動作に支障をきたすほどの上肢の麻痺は稀である。症状は左右対称であるが軽度の左右差が認められることがある。
HAMの運動障害を評価する指標には日本で開発された納の運動障害重症度（OMDS）やブラジルで開発されたIPECなどが知られている。
感覚障害
感覚障害は下半身の境界不鮮明な表在感覚や深部感覚や振動感覚の低下が認められるが自覚していない例も多い。下半身のしびれ感や痛みなどの自覚的な訴えが多い。脊髄症であるがレベルをもった感覚障害は示さない。
自律神経障害
排尿障害は9割以上で認められ、病初期より出現する。蓄尿障害および排出障害のいずれも呈し合併することも多い。下半身の発汗障害は特徴的であり代償的に上半身の発汗過多がみられることや体温調節が困難となることもある。起立性低血圧やインポテンツがしばしば認められる。

## 診断
厚生労働省研究班の診断基準とBelemの診断基準が知られている。HTLV-1に感染しているほかの神経疾患であっても、髄液の抗HTLV-1抗体やHTLV-1PCRが陽性となる場合があるので典型的な臨床特徴を示していない症例については慎重な判断が求められる。ATLでは末梢血リンパ球のサザンブロット法で単クローン性の取り込みパターンが認められるがHAMではポリクローナルまたはオリゴクローナルな取り込みパターンとなる。

## 経過
HAMの経過は一般的に緩徐進行性と考えられているが、経過に個人差が大きいことが明らかなになってきた。HAM患者の約7～8割は発症後緩徐に進行しうる緩徐進行例であり、約2割弱は発症後急速に進行し2年以内に自立歩行不能になる急速進行例である。一方で頻度は全体の1割弱と少ないが運動障害が軽度のまま進行しない進行停滞例も存在する。このようにHAMの経過は個人差が大きく疾患活動性の評価が重要である。
「急速発症」、「脊髄炎症マーカー高値」、「高齢発症（50歳以上発症）」、「末梢血HTLV-1プロウイルス最高値」が予後不良因子として知られている。脊髄炎症マーカーとしては髄液中のネオプテリン、髄液CXCL10、細胞数、抗HTLV-1抗体価、総タンパクである。予後不良因子を有する症例は早期よりより適切な治療の導入が必要である。疾患活動性の判定に関しては疾患活動性分類基準がよく用いられる。疾患活動性分類基準ではバイオマーカー（髄液ネオプテリン、髄液CXCL10）、発症様式、臨床経過、MRI画像所見を指標として決められる。

## 治療
HAMでは免疫調整作用を主とした治療法が選択されるがステロイドの内服治療が最も奏効率が高い。治療法は疾患活動性分類基準に準じて決定する。
疾患活動性が高の場合
疾患活動性が高い症例はOMDSが数ヶ月単位、ときに数週間単位で悪化し、髄液検査ではネオプテリン濃度、CXCL10濃度が高く、細胞数や蛋白濃度高いことが多い。治療はステロイドパルス療法後にプレドニゾロン内服維持療法が一般的である。疾患活動性が高い症例は発症早期に歩行障害が進行し2年以内に片手杖歩行レベル（OMDS5）以上となる症例が多く、治療のwindow of opportunityが存在すると考えられ、治療によって改善が見込める時期を逃さないこと、すなわち早期発見・早期治療が強く求められる。
疾患活動性が中の場合
疾患活動性が中の症例は症状が緩徐に進行する場合が多く、HAM患者の約7～8割を占める。一般的にOMDSのレベルが1段階悪化するのに数年を要するので、臨床的に症状の進行具合を把握するのは容易ではなく、疾患活動性を評価する上で髄液検査の有用性は高い。髄液検査では髄液細胞数は炎症を検出するためには感度が低い検査であるため、ネオプテリンやCXCL10を測定することが推奨される。治療前評価および治療効果判定いずれも髄液検査が必要である。治療はプレドニゾロン3～10mg/dayの内服やインターフェロンαの300万単位を28日間連続投与しその後は週に2回間欠投与する。
疾患活動性が低の場合
疾患活動性が低く発症後長期にわたり症状がそれほど進行しない、あるいはある程度の障害レベルに到達した後、数年間以上症状がほとんど進行しないケースがある。このような症例では、髄液検査でも細胞数は正常範囲で、ネオプテリン濃度、CXCL10濃度も低いあるいは正常範囲であり、ステロイド治療やインターフェロンα治療の適応は乏しいと考えられる。ただし髄液炎症所見が乏しくともHTLV-1プロウイルス量が高い症例では症状の進行が認められる場合があり、このような症例の治療方針については一定の見解がない。

## トピックス
HTLV-1関連脳症
HTLV-1関連脊髄症患者で脊髄以外に脳にも感染細胞が浸潤し慢性炎症を起こす可能性が示唆されておりHTLV-1関連脳症（HTLV-1 associated encephalopathy）という。HTLV-1関連脊髄症の中核症状である痙性対麻痺と膀胱直腸障害以外に意識障害、運動失調、眼球運動障害などの症状で気づかれる。病理解剖例では脳に血管周囲にCD8陽性のリンパ球浸潤が認められている。またHTLV-1感染細胞が慢性炎症で脳血管内皮細胞に作用することで神経変性疾患の病態を修飾する可能性がある。